# Tumsa Nahin Dekha
Tumsa Nahin Dekha (inny tytuł: "Tumsa Nahin Dekha – A Love Story") – indyjski komediodramat miłosny wyreżyserowany w 2004 przez Anuraga Basu, autora takich filmów jak Gangster i Życie w... metropolii. W rolach głównych Dia Mirza i Emraan Hashmi, który grał u tego reżysera w filmie Murder.

## Fabuła
Daksh Mittal (Emraan Hashmi) to czarujący wiecznie pijany milioner. Obibok. Jedynym autorytetem dla niego jest John Uncle (Anupam Kher), jego kamerdyner troszczący się o niego na każdym kroku, rozpieszczający go i nie stawiający mu żadnych granic. Władcza, popalająca wciąż haszysz babka (Surekha Sikri) i ojciec postanawiają go ożenić pomnażając tym fortunę rodziny. Daksh nie chce tego małżeństwa, ale ustępuje pod groźbą wydziedziczenia i utraty źródła utrzymania. Niedługo przed zaręczynami zakochuje się jednak w tancerce z nocnego baru Jii (Dia Mirza) i teraz musi wybrać między pieniędzmi a miłością.

## Obsada
| Aktor/ka       | Rola                      |
| -------------- | ------------------------- |
| Emraan Hashmi  | Daksh Mittal              |
| Dia Mirza      | Jia Khan                  |
| Anupam Kher    | John Uncle                |
| Sharat Saxena  | Madhvani                  |
| Surekha Sikri  | babcia Daksha Mittala     |
| Uday Tikekar   | p. Mittal (ojciec Daksha) |
| Atul Parchure  | brat Jiyi                 |
| Pooja Bharathi | Anahita Madhwani          |